# Anoba glyphica
Anoba glyphica är en fjärilsart som beskrevs av George Thomas Bethune-Baker 1911. Anoba glyphica ingår i släktet Anoba och familjen nattflyn. Inga underarter finns listade i Catalogue of Life.